# A-1 Dorina hrvatska košarkaška liga za žene 2003./04.
A-1 Dorina ligu,  najviši rang hrvatskog košarkaškog prvenstva u ženskoj konkurenciji je za sezonu 2003./04. osvojila ekipa Gospić Industrogradnja.

## Sudionici
- Ragusa, Dubrovnik
- Gospić Industrogradnja, Gospić *
- Studenac, Omiš
- Mursa, Osijek
- Požega,Požega
- Salona, Solin
- Šibenik Jolly JBS, Šibenik *
- Vidici Dalmostan, Šibenik
- Croatia, Zagreb *
- Medveščak, Zagreb
- Montmontaža, Zagreb

* prvi dio sezone igrali EWWL Trocal ligu.

## Ljestvice i rezultati

### Prvi dio prvenstva
| poz | klub             | ut | pob | por | koševi   | bod |                 |
| --- | ---------------- | -- | --- | --- | -------- | --- | --------------- |
| 1.  | Požega           | 14 | 11  | 3   | 1141:978 | 25  | Liga za prvaka  |
| 2.  | Medveščak        | 14 | 10  | 4   | 988:947  | 24  | Liga za prvaka  |
| 3.  | Ragusa           | 14 | 9   | 5   | 1030:962 | 23  | Liga za prvaka  |
| 4.  | Mursa            | 14 | 7   | 7   | 1017:996 | 21  | Liga za ostanak |
| 5.  | Montmontaža      | 14 | 7   | 7   | 971:974  | 21  | Liga za ostanak |
| 6.  | Studenac         | 14 | 7   | 7   | 913:931  | 21  | Liga za ostanak |
| 7.  | Salona           | 14 | 3   | 11  | 926:1061 | 17  | Liga za ostanak |
| 8.  | Vidici Dalmostan | 14 | 2   | 12  | 859:1006 | 16  | Liga za ostanak |

### A-1 Liga za prvaka
| poz | klub                   | ut | pob | por | koševi  | bod |             |
| --- | ---------------------- | -- | --- | --- | ------- | --- | ----------- |
| 1.  | Šibenik Jolly JBS      | 10 | 9   | 1   | 865:644 | 19  | doigravanje |
| 2.  | Gospić Industrogradnja | 10 | 9   | 1   | 891:670 | 19  | doigravanje |
| 3.  | Croatia                | 10 | 6   | 4   | 772:743 | 16  | doigravanje |
| 4.  | Ragusa                 | 10 | 3   | 7   | 683:790 | 13  | doigravanje |
| 5.  | Medveščak              | 10 | 3   | 7   | 708:805 | 13  |             |
| 6.  | Požega                 | 10 | 0   | 10  | 616:893 | 10  |             |

### A-1 Liga za ostanak
| mj       | klub             | ukupni omjer s međusobno prenesenim rezultatima iz 1. dijela | ukupni omjer s međusobno prenesenim rezultatima iz 1. dijela | ukupni omjer s međusobno prenesenim rezultatima iz 1. dijela | ukupni omjer s međusobno prenesenim rezultatima iz 1. dijela | ukupni omjer s međusobno prenesenim rezultatima iz 1. dijela | ukupni omjer s međusobno prenesenim rezultatima iz 1. dijela |    | omjer ostvaren u Ligi za ostanak | omjer ostvaren u Ligi za ostanak | omjer ostvaren u Ligi za ostanak | omjer ostvaren u Ligi za ostanak |
| mj       | klub             | ut                                                           | pob                                                          | por                                                          | koševi                                                       | KR                                                           | bod                                                          | ut | pob                              | por                              | koševi                           |                                  |
| -------- | ---------------- | ------------------------------------------------------------ | ------------------------------------------------------------ | ------------------------------------------------------------ | ------------------------------------------------------------ | ------------------------------------------------------------ | ------------------------------------------------------------ | -- | -------------------------------- | -------------------------------- | -------------------------------- | -------------------------------- |
| 1. (7.)  | Montmontaža      | 16                                                           | 11                                                           | 5                                                            |                                                              | 105                                                          | 27                                                           | 8  | 6                                | 2                                |                                  |                                  |
| 2. (8.)  | Mursa            | 16                                                           | 10                                                           | 6                                                            |                                                              | 96                                                           | 26                                                           | 8  | 4                                | 4                                |                                  |                                  |
| 3. (9.)  | Studenac         | 16                                                           | 8                                                            | 8                                                            |                                                              | -2                                                           | 24                                                           | 8  | 4                                | 4                                |                                  |                                  |
| 4. (10.) | Vidici Dalmostan | 16                                                           | 6                                                            | 10                                                           |                                                              | -102                                                         | 22                                                           | 8  | 4                                | 4                                |                                  |                                  |
| 5. (11.) | Salona           | 16                                                           | 5                                                            | 11                                                           |                                                              | -97                                                          | 21                                                           | 8  | 2                                | 5                                |                                  |                                  |

### Doigravanje za prvaka
| klub1                                                                                              | omjer         | klub2                 | rezultati           |
| poluzavršnica                                                                                      | poluzavršnica | poluzavršnica         | poluzavršnica       |
| -------------------------------------------------------------------------------------------------- | ------------- | --------------------- | ------------------- |
| Šibenik Jolly JBS                                                                                  | 2-0           | Ragusa                | 92:57, 97:49        |
| Gospić Industrogradnja                                                                             | 2-0           | Croatia               | 72:60, 89:88        |
| |               |                       |                     |
| završnica                                                                                          |               |                       |                     |
| Šibenik Jolly JBS                                                                                  | 0-3           | Gospić Indutrogradnja | 69:86, 88:94, 85:90 |
| |               |                       |                     |
| rezultat podebljan - domaća utakmica kluba1 rezultat normalne debljine - gostujuća utakmica kluba1 |               |                       |                     |

## Poveznice i izvori
- A-1 liga
- A-2 liga 2003./04.
- EWWL Trocal liga 2003./04.
- wayback arhiva, sport.hrt.hr A-1 liga 2003./04., 1. dio
- wayback arhiva, sport.hrt.hr A-1 liga 2003./04., drugi dio lige i doigravanje
- Hrvatski športski almanah 2004/2005